# Brachythecium laetum
Brachythecium laetum là một loài rêu trong họ Brachytheciaceae. Loài này được Brid. Schimp. mô tả khoa học đầu tiên năm 1853.